# Морейра, Руй
Руй Морейра (порт. Rui Moreira; род. 8 августа 1956, Порту) — государственный и политический деятель Португалии. Вступил в должность мэра Порту 22 октября 2013 года и переизбран на новый срок 1 октября 2017 года. Хотя официально является независимым, но поддерживается Социально-демократическим центром — Народной партией.

## Биография
Родился 8 августа 1956 года в Порту. Одним из его прадедов был Адольф Хёфле, богатый немецкий мигрант и работодатель Жуана Аугушту Феррейры де Алмейды, последнего человека, казнённого Португалией в 1917 году. Руй Морейра окончил Гринвичский университет по специальности «Бизнес», став лучшим выпускником в 1978 году. Занимался водными видами спорта, выигрывал юношеские и взрослые титулы и представлял Португалию на соревнованиях.
С 2004 года представлял ФК Порту в «Trio d’Ataque», программе Rádio e Televisão de Portugal с экспертами из «Большой тройки» португальского футбола. Уволен из шоу в октябре 2010 года после того, как ушел со сцены во время обсуждения коррупционного скандала «Apito Dourado» в его клубе.
В сентябре 2013 года, баллотировался в качестве независимого сторонника Социально-демократического центра — Народной партии и был избран мэром Порту. Через четыре года был переизбран абсолютным большинством голосов.
26 сентября 2021 года в Португальской Республике состоялись муниципальные выборы, по итогам которых  Руй Морейра был снова избран мэром Порту.

## Награды
- Орден Белой звезды IV класса (Эстония, 25 ноября 2005 года)[8].
- Большой крест Ордена Гражданских заслуг (Испания, вручён 28 ноября 2016 года)[9].
- Командор ордена «За заслуги» (Румыния, 2018 год)[10].

## Примечание
1. 1 2  выгрузка данных Freebase — Google.
2. ↑  Silva, Rui (14 сентября 2017). Governo quer reabilitação do "último fuzilado português" [Government wants rehabilitation of "last executed Portuguese"] (порт.). TSF. Архивировано 12 апреля 2021. Дата обращения: 12 апреля 2021.
3. ↑  Sarmento, António (1 октября 2017). Rui Moreira: o presidente diplomata e cosmopolita [Rui Moreira: the diplomatic and cosmopolitan mayor]. Jornal Ecónomico (порт.). Архивировано 12 апреля 2021. Дата обращения: 12 апреля 2021.
4. ↑  Velejador internacional, Rui Moreira volta a ocupar o lugar de timoneiro [International sailor, Rui Moreira returns to the coxswain position] (порт.). Caras. 5 июля 2014. Архивировано 12 апреля 2021. Дата обращения: 12 апреля 2021.
5. ↑  Cardoso, Nuno (9 октября 2010). RTPN afasta Rui Moreira do 'Trio' [RTPN removes Rui Moreira from the 'Trio']. Diário de Notícias (порт.). Архивировано 12 апреля 2021. Дата обращения: 12 апреля 2021.
6. ↑  Rui Moreira vence Câmara Municipal do Porto [Rui Moreira wins Porto City Hall] (порт.). RTP. 29 сентября 2013. Архивировано 12 апреля 2021. Дата обращения: 12 апреля 2021.
7. ↑  Carvalho, Patrícia (2 октября 2017). Rui Moreira ganha no Porto com maioria absoluta, PS aumenta votação [Rui Moreira wins in Porto with an absolute majority, PS increase vote]. Público (порт.). Архивировано 12 апреля 2021. Дата обращения: 12 апреля 2021.
8. ↑  Rui Moreira. Teenetemärkide kavalerid. Дата обращения: 24 февраля 2025. Архивировано 9 апреля 2025 года.
9. ↑  Cidadãos Nacionais Agraciados com Ordens Estrangeiras (неопр.). Página Oficial das Ordens Honoríficas Portuguesas. Дата обращения: 31 июля 2017. Архивировано 27 марта 2019 года.
10. ↑  de Carvalho de Araujo Moreira Rui. 2018. Ordinul Național "Pentru Merit" - Comandor. Дата обращения: 1 апреля 2024. Архивировано 22 февраля 2023 года.